# Universitat de les Valls
La Universitat de les Valls (UdV) va ser una universitat privada d'Andorra, activa del 2010 al 2016. Perquè el centre pogués obrir, va ser necessari que el Consell General aprovés una llei específica el 2008. L'any següent, el Govern d'Andorra va crear el títol de màster en odontologia, els únics estudis que va impartir la UdV.
La universitat estava ubicada en un antic hotel de l'avinguda Meritxell d'Andorra la Vella. En el mateix edifici, que acollia la Facultat de Ciències Odontològiques, hi havia una residència d'estudiants amb capacitat per a 32 persones.
El 2013 el centre va rebre els primers alumnes, una dotzena d'estudiants de França, Espanya i Suècia, i va signar un acord amb la Universitat Fernando Pesoa de Porto. El 2015 va tancar per manca d'alumnes. El mateix any, el govern va revocar l'oficialitat del pla d'estudis del màster perquè no complia amb els requisits establerts en el decret de creació del títol ni en els estàndards europeus de qualitat de l'Espai Europeu d'Ensenyament Superior. El juny del 2016 el govern va revocar la Universitat de les Valls.